# Observatoire européen de l'audiovisuel

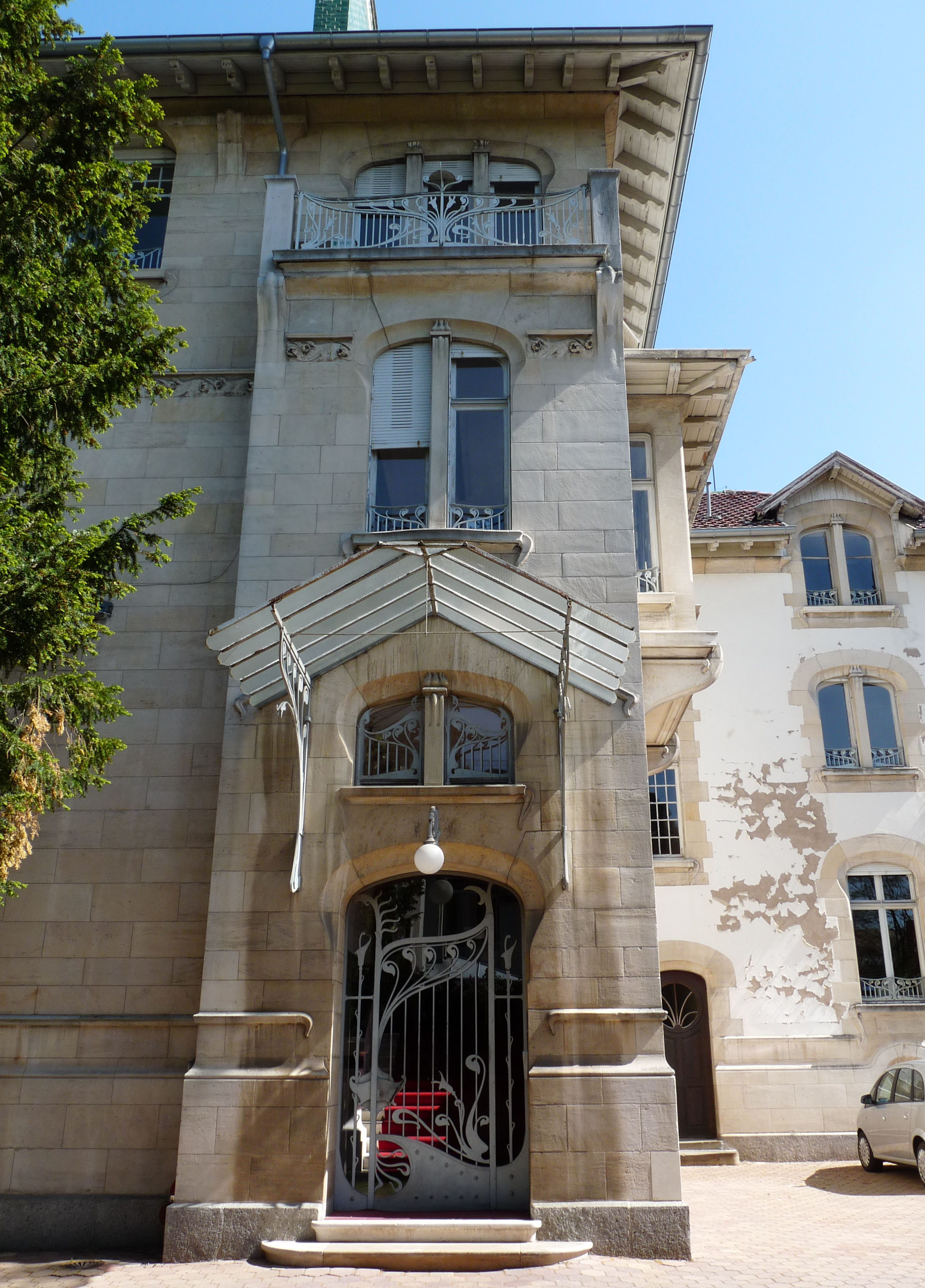
Entrée de l'Observatoire européen de l'audiovisuel à Strasbourg

 (juin 2011).
Si vous disposez d'ouvrages ou d'articles de référence ou si vous connaissez des sites web de qualité traitant du thème abordé ici, merci de compléter l'article en donnant les références utiles à sa vérifiabilité et en les liant à la section « Notes et références ».
Ne doit pas être confondu avec Observatoire européen des médias numériques.
L'Observatoire européen de l'audiovisuel (OEA) est une agence du Conseil de l'Europe liée à la recherche sur le secteur audiovisuel. Créé en 1992, il possède son siège à Strasbourg, France. Le budget de l'Observatoire est principalement financé par les contributions directes versées par ses États membres et l'Union européenne, représentée par la Commission européenne. Une partie de son budget est réalisée par la vente de ses produits et services.
L'Observatoire fournit des informations fiables, actualisées et pertinentes dans les domaines suivants : cinéma, télévision, vidéo/DVD, services audiovisuels des nouveaux médias et politiques publiques relatives au cinéma et à la télévision.

## Champ d'action
L'Observatoire collecte, traite et diffuse des informations relatives au secteur audiovisuel dans ses États membres ainsi qu'à l'action des organisations internationales. À l'occasion, il suit également les développements dans d'autres parties du monde.
L'information fournie par l'Observatoire européen de l'audiovisuel est destinée aux professionnels du secteur audiovisuel : les producteurs, les distributeurs, les exploitants, les radiodiffuseurs et les autres fournisseurs de services audiovisuels, les organisations internationales du secteur, les décideurs au sein des organismes publics responsables des médias, les législateurs nationaux et européens, les journalistes, les chercheurs, les juristes, les investisseurs et les consultants et le monde académique.
Ces informations sont disponibles sous forme de rapports, statistiques et analyses financières des marchés ainsi que sur l'actualité juridique. L'information diffusée par l'observatoire est fournie sous forme de publications et services, dont certains sont disponibles à la vente et un grand nombre d'entre eux gratuitement: publications, informations en ligne, bases de données et répertoires, conférences et ateliers.
L'Observatoire européen  de l'audiovisuel a constitué et gère un réseau européen d'information auprès duquel il collecte ses informations. Ce réseau se compose d'organismes et d'institutions partenaires, d'entreprises spécialisées dans la mise à disposition d'informations professionnelles et de correspondants spécialisés.
Les langues de travail officielles de l'observatoire sont le français, l'anglais et l'allemand.

## Composition
Direction
La Directrice exécutive de l'Observatoire européen de l'audiovisuel dirige une équipe multiculturelle dont les membres sont issus de différents pays européens. Structurellement, l'observatoire se divise en deux départements chargés de la collecte et du traitement de toutes les informations fournies par l'Observatoire sous forme de publications et services :
- Département Informations sur les marchés et les financements,
- Département Informations juridiques.

L'Observatoire héberge également le secrétariat de la plate-forme européenne des instances de régulation (EPRA), permettant ainsi une collaboration entre les deux organismes dans la collecte d'informations.
Conseil exécutif
Les 42 membres de l'Observatoire européen de l'audiovisuel sont représentés au sein de son Conseil exécutif. Celui-ci se réunit deux fois par an en vue d'adopter le plan d'action et d'approuver le budget de l'Observatoire. Les représentants du Conseil exécutif sont généralement issus de ministères et d'institutions nationales actives dans le domaine de la politique culturelle ou audiovisuelle.
Membres de l'Observatoire européen de l'audiovisuel
L'Observatoire européen de l'audiovisuel compte 41 États membres, l'Union européenne étant elle-même un membre représenté par la Commission européenne. Les États membres sont les suivants :
 Albanie,  Arménie,  Allemagne,  Autriche,  Bosnie-Herzégovine,  Belgique,  Bulgarie,  Chypre,  Croatie,  Danemark,  Estonie,  Espagne,  Finlande,  France,  Géorgie,  Grèce,  Hongrie,  Irlande,  Islande,  Italie,  Lettonie,  Liechtenstein,  Lituanie,  Luxembourg,  Macédoine,  Malte,  Maroc,  Monténégro,  Norvège,  Pays-Bas,  Pologne,  Portugal,  République tchèque,  Roumanie,  Royaume-Uni,  Slovaquie,  Slovénie,  Suède,  Suisse,  Turquie,  Ukraine.
Comité consultatif
Le Comité consultatif de l'Observatoire se compose de représentants des principales organisations professionnelles européennes, ainsi que des organisations partenaires de l'Observatoire. Il se réunit régulièrement de manière à faire part à l'Observatoire des besoins des professionnels du secteurs audiovisuel en matière d'information.

## Siège

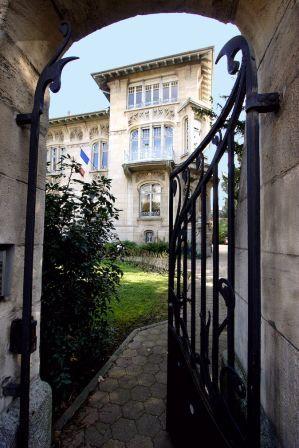
La Villa Schutzenberger

L'Observatoire est installé dans la Villa Schützenberger, joyau de l'Art nouveau construit en 1900 par les architectes Julius Berninger (1856-1926) et Gustave Krafft (1861-1927) au 76 allée de la Robertsau, soit au cœur du quartier européen de Strasbourg. Ces locaux sont mis à sa disposition par la Ville de Strasbourg. L'édifice héberge également d'autres organisations, telles que l'Assemblée parlementaire européenne, le Mouvement européen Alsace ou l'EPRA.

## Produits et services

### Informations sur les marchés et les financements
- Publications:
  - L'annuaire[3] - Film, télévision et  vidéo en Europe.
  - FOCUS[4] - Tendances du marché mondial du film.
  - Des rapports thématiques[5].
- Bases de données/Répertoires:
  - LUMIERE[6] - Base de données sur les entrées réalisées par les films distribués en salle en Europe.
  - MAVISE [7]- Base de données sur les entreprises et les chaînes de télévision dans l'Union européenne et les pays candidats.
  - LUMIERE VOD[8] - Base de données sur les films européens et leur disponibilité sur les services audiovisuels à la demande.

### Informations juridiques
- Publications :
  - IRIS Observations juridique[9] - Lettre d'information mensuelle qui fournit des brèves sur l'actualité juridique concernant les industries audiovisuelles en Europe.
  - IRIS plus[10] - Supplément à IRIS qui offre une comparaison thématique des systèmes juridiques nationaux en Europe, ainsi qu'une vue d'ensemble du cadre législatif européen.
  - IRIS Spécial[11] - Rapports consacrés à un thème d'actualité juridique dans le domaine audiovisuel.
- Bases de données/Répertoires:
  - IRIS MERLIN[12] - Base de donnés d'informations juridiques relatives au secteur audiovisuel en Europe.
  - AVMSDatabase[13] - Base de données sur la transposition de la Directive SMA dans la législation nationale.
  - OPUS[14] - Base de données consacrée à la législation nationale relative à la promotion des œuvres audiovisuelles européennes à travers l'Europe.
  - VERBO[15] - Base de données sur la jurisprudence de la Cour européenne des droits de l'homme en matière de liberté d'expression, des médias et des journalistes.